# Campania antireligioasă sovietică (1921–1928)

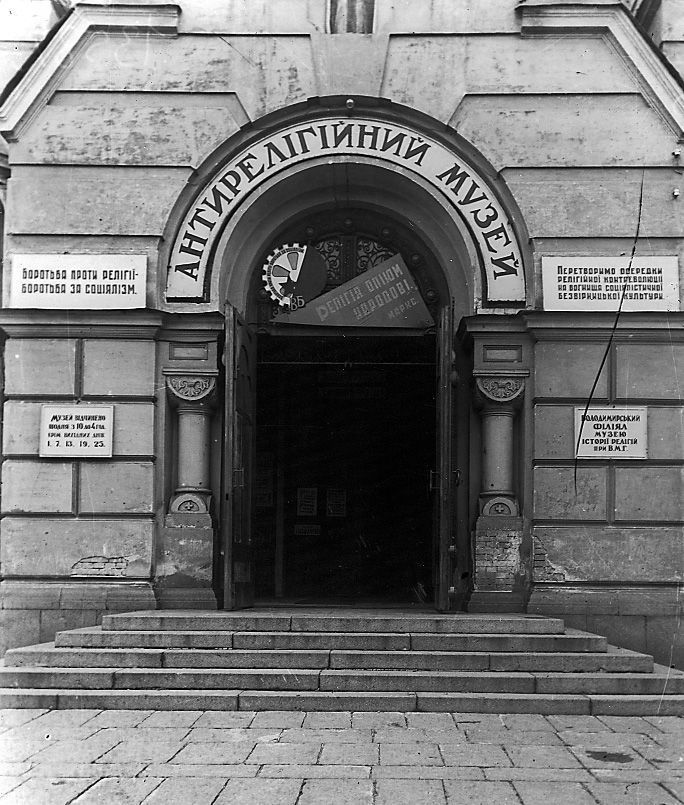
Catedrala Sfântului Volodimir din Kiev a fost folosită începând cu sfârșitul deceniului al treilea al secolului trecut ca muzeu al ateismului

 Campania antireligioasă sovietică din anii 1921–1928 a fost o campanie de persecuție antireligioasă împotriva bisericilor și a credincioșilor creștini dusă de guvernul sovietic în continuarea campaniei antireligioase inițiale din timpul Războiului Civil Rus. Eliminarea majorității religiilor și înlocuirea lor cu deism, agnosticism și ateism, susținute de o viziune materialistă asupra lumii, a fost un obiectiv ideologic fundamental al statului. În acest scop, statul a desfășurat persecuții antireligioase împotriva credincioșilor, care aveau ca scop să rănească și să distrugă religia. Nu a fost niciodată declarat ilegal să fii credincios sau religios, astfel încât activitățile acestei campanii au fost adesea ascunse sub alte pretexte (de obicei, rezistența la regim) pe care statul le invoca sau le inventa pentru a-și justifica activitățile.

## Istoric
Persecuția a intrat într-o nouă fază în 1921, odată cu rezoluțiile adoptate de cel de-al X-lea Congres al Partidului Comunist al Uniunii Sovietice, care avea să stabilească atmosfera pentru restul persecuțiilor din deceniul următor. Persecuțiile antireligioase au intrat într-o nouă fază în 1929, când a fost adoptată o legislație mai dură cu privire la interzicerea activităților religioase publice.
La acest congres a fost lansată Noua Politică Economică" (NEP) a lui Lenin, ca răspuns la starea precară a economiei rusești rezultată în urma Primului Război Mondial, a războiului civil și a sistemului comunismului de război folosit în timpul acestuia din urmă. Statul s-a confruntat cu revolte populare pe scară largă ale muncitorilor, despre care Lev Davidovici Troțki credea că amenință supraviețuirea statului. NEP a introdus o liberă inițiativă limitată și a fost menită să ajungă la un compromis cu populația în general, precum și, în particular, să prezinte noul regim într-o lumină mai respectabilă în fața comunității mondiale și, astfel, să obțină un loc pe piața mondială. Pentru a dobândi o reputație mai bună, regimul a considerat că este dăunător să continue politica din timpul războiului civil de ucidere a credincioșilor fără procese sau acuzații plauzibile.
Prin urmare, campania anti-religioasă trebuia să se desfășoare sub pretexte mai credibile. Cu toate acestea, eliminarea religiei a rămas un obiectiv ideologic fundamental al statului.
În anii 1920 au avut loc două campanii antireligioase principale: una în jurul campaniei de confiscare a obiectelor de valoare bisericească, iar cealaltă în jurul schismei renovationiste din Biserica Ortodoxă.
Această etapă a campaniei religioase a statului s-a încheiat în 1929, când Iosif Vissarionovici Stalin a început să pună în aplicare o campanie mult mai dură, care avea să aibă loc în următorul deceniu.

## Măsuri legislative
Congresul al X-lea al Partidului Comunist Rus (bolșevic) s-a întrunit la începutul anului 1921 și a emis rezoluția „Cu privire la Glavpolitprosvet (Comitetului Central al Republicii pentru Educație Politică) și la agitație: Probleme de propagandă ale partidului”. Această rezoluție cerea „organizarea, conducerea și cooperarea pe scară largă în sarcina agitației și propagandei antireligioase în rândul maselor largi de muncitori, folosind mijloacele de comunicare în masă, filmele, cărțile, conferințele și alte dispozitive”.
În luna august a aceluiași an, o ședință plenară a Comitetului Central a adoptat o instrucțiune în 11 puncte privind interpretarea și aplicarea articolului 13 (menționat mai sus). Instrucțiunea făcea o diferențiere între credincioșii educați și credincioșii needucați și interzicea apartenența la partid a oricărui credincios care era membru al clerului, sau care avea studii, dar credincioșilor needucați li se permitea apartenența la partid pe bază individuală, dacă își dovedeau devotamentul față de comunism. Cu toate acestea, a fost decretat ca astfel de membri să fie supuși unei „munci speciale de reeducare” pentru a-i face atei. Instrucțiunea avertiza împotriva acțiunilor pripite de propagandă antireligioasă, împotriva acordării unei publicități prea mari „agitației antireligioase” și sublinia necesitatea unei munci „serioase de iluminare culturală științifică, construind o bază științifică naturală pentru o analiză istorică adecvată a problemei religiei”. Acest lucru însemna că campania antireligioasă trebuia să fie îndreptată spre construirea unei culturi și a unui sistem educațional nereligios, mai degrabă decât spre ridiculizarea și atacarea religiei. Acesta a ordonat Departamentului de Agitație al Comitetului Central, revistei Revoluția și Biserica și Glavpolitprosvet să se conformeze acestei cerințe. Instrucțiunea sublinia, de asemenea, că statul lupta împotriva tuturor formelor de credință religioasă și nu doar împotriva unor religii inanumitedividuale (biserica ortodoxă, de exemplu).
După Congresul al X-lea, autoritățile au început să ia măsuri împotriva dezbaterilor publice, care au fost în cele din urmă suspendate în mod oficial în 1929 și înlocuite cu prelegeri publice susținute de atei. Motivul invocat pentru încetarea lor a fost că nu satisfăceau cererea publicului și că oamenii preferau să-și consolideze ateismul prin studiu. Marținkovski a fost arestat și trimis în exil în 1922 din cauza predicilor sale religioase, care atrăgeau numeroși oamenii și i s-a spus că se va putea întoarce peste câțiva ani, după ce muncitorii vor deveni mai înțelepți. De fapt, nu i s-a permis niciodată să se întoarcă.

## Persecuțiile împotriva Bisericii Ortodoxe

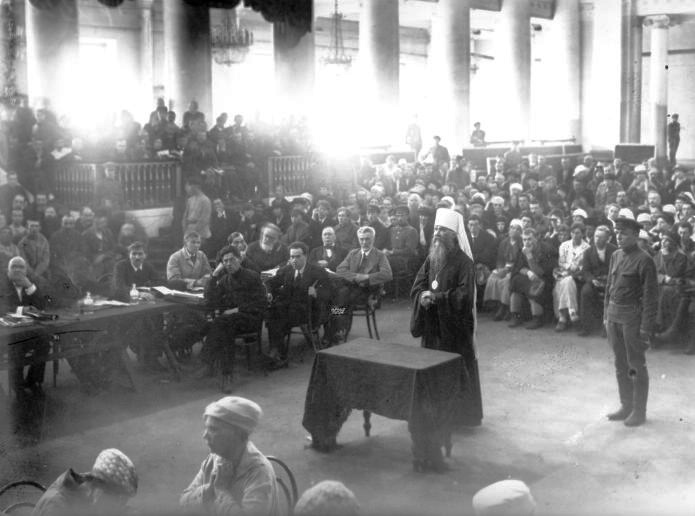
Mitropolitul ortodox rus Veniamin (Kazanski) este acuzat de Tribunalul Revoluționar din Petrograd de agitație contrarevoluționară

În ciuda părții din instrucțiunea din august 1921 referitoare la combaterea tuturor religiilor, statul a adoptat o poziție deosebit de dură față de biserica ortodoxă sub pretextul că era o moștenire a trecutului țarist. Este posibil ca acest lucru să fi fost, de asemenea, un considerent pragmatic, în ideea că statul nu era încă suficient de puternic pentru a-și extinde activitățile antireligioase dincolo de biserica ortodoxă.
Atunci când liderii bisericii au cerut libertatea religioasă conform constituției, comuniștii au răspuns cu teroare. L-au asasinat pe mitropolitul Kievului și au executat 28 de episcopi și 6.775 de preoți. Represiunea a intimidat numeroși lideri ecleziastici și i-a făcut să se supună.
Patriarhul Tihon al Moscovei a elaborat o enciclică privind neutralitatea politică și dezangajarea Bisericii din politica lumească, iar propaganda oficială a descris-o ca pe o formă de camuflaj pentru a ascunde adevăratul său scop de susținere a burghezo-aristocrației autocratice. Tihon a subliniat libertatea Bisericii în ceea ce privește separarea Bisericii de Stat și datoria credincioșilor de a fi loiali statului în chestiuni civice, în măsura în care acest lucru nu contrazicea loialitatea primară a creștinului față de Dumnezeu. El a produs trei declarații de loialitate față de statul sovietic, în 1919, 1923 și în ultimul său testament din 1925.
Începând din martie 1922, presa sovietică a publicat relatări defăimătoare despre comportamentul clerului și al credincioșilor. Acest lucru a fost urmat de arestări și procese ale persoanelor atacate.
Credincioșii puteau fi arestați și în legătură cu invocarea sau cinstirea miracolelor. Miracolele trebuiau să fie suprimate din punctul de vedere al oficilităților din cauza faptului că acestea contraziceau ateismul ideologiei oficiale a statului. Cu toate acestea, nu era încă legală urmărirea penală a oamenilor doar pentru că făceau astfel de afirmații (acest lucru avea să devină legal în 1929), astfel că invocarea miracolelor a fost urmărită în schimb sub pretextul că erau acte de opoziție menite să îi întărească pe credincioși în mișcarea de rezistență pentru păstrarea obiectele de valoare ale bisericii. În Tula, episcopul local a fost condamnat la zece ani de închisoare după ce populația locală a pretins că a avut loc un miracol. Mai mulți credincioși au fost închiși împreună cu el. 
Credința trebuia transformată într-o afacere personală și făcută cât mai puțin vizibilă posibil. Regimul nu putea tolera o credință dinamică sau lideri religioși populari, care să inspire și să conducă milioane de oameni.
În acest sens, doctrina lui Lenin, conform căreia statul ar trebui să fie mult mai tolerant față de preoții imorali sau chiar criminali decât față de cei cu o bună reputație morală, a fost interpretată astfel încât clericii populari au fost îndepărtați, închiși sau uciși ori de câte ori s-a considerat că este cazul. Adesea au fost inventate acuzații împotriva acestor clerici populari pentru a justifica arestarea, întemnițarea sau executarea lor. Această metodă a fost deosebit de dură în zonele rurale, departe de observatorii străini, unde o campanie sistematică a lichidat cei mai populari călugări și a închis mănăstirile cu cea mai mare autoritate. Prin aceasta, celebra mănăstire Optina a fost închisă în 1922 și transformată în muzeu de stat, iar unul dintre conducătorii călăgurilor a fost arestat. Toate cele șapte biserici locale au fost închise, de asemenea, până în 1929 (lăsând populația religioasă locală fără nicio clădire în care să se închine). Muzeul avea să fie închis mai târziu, în 1928, iar până în 1930 călugării care au slujit în el se ascundeau în mare parte sau fuseseră trimiși în lagăre de muncă.
Monahismul secret a început să se dezvolte în anii 1920, ca răspuns la persecuția de stat. Această practică presupunea fie persoane care trăiau „în lume” și care își asumau în secret voturile monahale și trăiau o viață dublă alături de alți călugări sau călugărițe secrete, fie comunități de monahi care trăiau în secret și erau izolați de societate Atunci când astfel de comunități erau descoperite, monahii puteau fi uneori executați imediat. Viitori lideri bisericești se aflau în aceste comunități și ar fi fost posibil ca ei să fi contribuit la păstrarea monahismului în URSS.
Tihon a murit în 1925. El a fost înlocuit în 1927 de mitropolitul Serghie, care a acordat o loialitate fără rezerve statului. Cu toate acestea, Biserica a continuat să învețe că ortodoxia era incompatibilă cu marxismul. Acest lucru a fost contrastat de multe alte grupuri religioase din țară, care au încercat să demonstreze modul în care erau compatibile cu ideologia de stat, atunci când au fost atacate.
Biserica Ortodoxă Rusă și-a pierdut în 1928 capacitatea de pregătire a noilor clerici, după ce facultatea sa de studii teologice avansate din Leningrad s-a „închis voluntar”.

## Campania de confiscare a bunurilor de valoare ale bisericii
Bazinul fluviului Volga este supus unor secete periodice, care pot dura uneori mai mulți ani. Ultima foamete produsă din această cauză a avut loc în 1891, iar după această experiență, guvernul țarist a constituit stocuri speciale de cereale în vederea pregătirii pentru o viitoare foamete. Cu toate acestea, toate aceste stocuri au fost luate și folosite de facțiunile armate în Războiul Civil, iar noile secete din regiune din 1920-1922 a dus la o foamete masivă.

Confiscarea proprietăților bisericești din Petrograd, desen de Ivan Vladimirov

Patriarhul Tihon a făcut un apel la comunitatea mondială și la liderii religioși din afara Rusiei pentru ajutor alimentar. Biserica a înființat un „Comitet de ajutorare a victimelor foametei”, dar acesta a fost închis de guvern la doar câteva luni după ce fusese creat, iar comitetul a fost nevoit să predea toți banii pe care îi strânsese.

Lenin a ordonat ca toate metalele prețioase, pietrele prețioase și materialele valoroase care puteau fi găsite în clădirile religioase din întreaga țară să fie confiscate și vândute pentru a crea fonduri care să ajute la combaterea foametei. 
La 19 februarie 1922, Patriarhul a făcut apel la parohii să predea toate aceste obiecte de valoare, cu excepția vaselor folosite pentru Sfânta Euharistie. La 28 februarie, guvernul a emis un alt ordin către toți agenții de stat pentru confiscarea tuturor vaseleor sacre, inclusiv cele folosite la sfintele taine. În aceeași zi, Patriarhul a emis o enciclică în care le cerea credincioșilor să fie foarte generoși în donațiile lor, astfel încât să achite costul vaselor folosite în Euharistie, dar nu să renunțe la vase în sine.
Lenin a profitat de ocazie și a folosit-o ca pretext pentru a ataca biserica. Bolșevicii au refuzat să accepte compromisul patriarhului de oferire a valorii monetare a vaselor și au insistat în schimb ca vasele să fie predate. Lenin a refuzat, de asemenea, cererea Patriarhului ca reprezentanții Bisericii să fie incluși în comisiile guvernamentale care inspectau, rechiziționau și contabilizau obiectele de valoare confiscate.
Patriarhul nu a avut încredere în intențiile guvernului și și-a menținut ordinul de a nu preda vasele. Statul a mers mai departe și a trimis echipe de rechiziție înarmate în toată țara pentru a colecta obiectele de valoare, iar acestea au provocat multă rezistență.
Departamentul al 6-lea al OGPU, condus de Evgheni Tucikov, a început să aresteze în mod agresiv și să execute episcopi, preoți și credincioși devotați, cum ar fi mitropolitul Veniamin din Petrograd în 1922, pentru că a refuzat să dea curs cererii de a preda obiectele de valoare ale bisericii (inclusiv relicvele sacre). Arhiepiscopul Andronic din Perm, care a lucrat ca misionar în Japonia, a fost împușcat după ce a fost forțat să își sape propriul mormânt. Episcopul  Germogen din Tobolsk, care l-a însoțit de bunăvoie pe țar în exil, a fost legat de roata cu zbaturi a unui vapor cu abur și mutilat de lamele rotative.
Până la jumătatea anului 1922, au avut loc 1.414 ciocniri violente între credincioși și detașamentele armate ale statului, precum și 55 de procese individuale și 231 de procese de grup. Tihon a apărut ca martor la procesul a 54 de clerici și și-a asumat personal responsabilitatea pentru acțiunile acestora. Dintre cei cincizeci și patru de clerici, doisprezece au fost executați, iar 27 au fost condamnați la închisoare. Cel puțin 35 de credincioși ortodocși au fost condamnați la moarte în legătură cu această campanie (deși unele sentințe au fost comutate).
Una dintre cele mai sângeroase confruntări a avut loc într-un vechi oraș industrial textil Șuia, la aproximativ 330 km nord-est de Moscova. La 15 martie 1922, un grup de polițiști călare a sosit în piața bisericii pentru a rechiziționa obiectele de valoare, dar acolo se adunase o mare mulțime de credincioși. Presa sovietică a relatat că detașamentul de poliție călare a fost întâmpinată cu strigăte amenințătoare și asupra acestuia au fost aruncate pietre sau alte obiecte, în timp ce cineva a tratat clopotul de alarmă, care a adus mase uriașe de oameni în piață.
După eveniment, Lenin a scris că dușmanii bolșevicilor le-au oferit în mod prostesc o mare oportunitate prin această acțiune, deoarece el a crezut că masele de țărani nu vor sprijini biserica în păstrarea bunurilor sale de valoare în lumina foametei și că rezistența pe care biserica o oferea putea fi contracarată cu represalii sângeroase împotriva clerului, fără a stârni simpatia populară pentru preoți. El a scris,
La Congresul Partidului, organizați o reuniune secretă a tuturor sau aproape tuturor delegaților pentru a discuta această chestiune împreună cu lucrătorii șefi ai GPU, ai Comisariatului Poporului pentru Justiție și ai Tribunalului Revoluționar. În cadrul acestei reuniuni, adoptați o rezoluție secretă a congresului, conform căreia eliminarea bunurilor de valoare, în special din cele mai bogate lavre, mănăstiri și biserici, trebuie să fie efectuată cu o hotărâre necruțătoare, fără a lăsa niciun motiv de îndoială și în cel mai scurt timp. Cu cât va fi mai mare numărul reprezentanților clerului reacționar și ai burgheziei reacționare pe care vom reuși să-i împușcăm cu această ocazie, cu atât mai bine, deoarece acest „public” trebuie tocmai acum să primească o lecție în așa fel încât să nu îndrăznească să se gândească la vreo rezistență de orice fel timp de câteva decenii.

În aceeași scrisoare, secretă la vremea respectivă, dar publicată în zilele noastre, Lenin a explicat că această campanie de confiscare a obiectelor de valoare ale bisericii nu a fost gândită în primul rând din motive filantropice, ci mai degrabă ca un mijloc de a provoca biserica să intre într-o situație în care putea fi atacată puternic, fără prea multe represalii, și descrisă ca o organizație lipsită de inimă, care nu ar fi renunțat la aurul său pentru a-i hrăni pe săracii înfometați. Această poziție a lui Lenin poate explica, de asemenea, stoparea eforturilor Bisericii de ajutorare a oamenilor afectați de  foamete și refuzul lui Lenin de acceptare a compromisul. De asemenea, probabil că a influențat și prezentarea eronată a poziției Bisericii în presa sovietică, în care nu s-a recunoscut faptul că Patriarhul s-a oferit să aranjeze plata obiectelor de valoare, iar ierarhia Bisericii a fost prezentată ca fiind nepăsătoare față de catastrofă.
După incidentul de la Șuia, au urmat mai multe procese și execuții ale clerului. 
Campania nu a fost îndreptată doar împotriva bisericii ortodoxe, ci a confiscat și obiecte de valoare prezente în clădirile religioase ale altor culte. Au fost organizate procese împotriva romano-catolicilor și evreilor care s-au împotrivit confiscării, dar aceștia au primit, în general, sentințe mult mai blânde decât ortodocșii.
Obiectele de valoare colectate s-au dovedit a fi de o valoare foarte mică pe piața mondială (s-a descoperit chiar că nobilimea rusă donase timp de secole pietre prețioase false), dar efectul propagandistic al lui Lenin a fost totuși atins.
Odată cu încheierea campaniei de confiscare a obiectelor de valoare ale bisericii, campania de teroare împotriva bisericii a fost întreruptă pentru o vreme. În mai 1923, Comisia antireligioasă a Comitetului Central al PCUS a ordonat GPU (Administrația Politică de Stat) „să investigheze toate închiderile de biserici. Dacă acestea ar fi avut loc cu încălcarea legislației sovietică privind cultele, cei vinovați ar trebui să fie trași la răspundere pentru faptele lor”. Comisia a adresat o scrisoare Comitetului Central în care sugera încetarea imediată a închiderii bisericilor și publicarea unui articol în Pravda, care să condamne astfel de acte. Comitetul Central a emis la 23 iunie o scrisoare internă către toate organizațiile de partid,  în care se cerea oprirea tuturor acestor abuzuri, care „provoacă tot felul de nemulțumiri, de care se folosesc elementele antisovietice”. Atacul fizic a fost anulat, dar războiul propagandistic a continuat.
După campanie, presa sovietică a acuzat clerul și credincioșii de ascunderea sau furtul obiectelor de valoare ale bisericii. Aceste acuzații au fost urmate de și mai multe arestări și încarcerări. Totuși, această campanie a fost întreruptă de incapacitatea statului de ascundere a acțiunilor masive și jenante de pe piața neagră ale oficialilor sovietici, care au fost prinși furând și vânzând obiectele de valoare pentru ei înșiși. Această știre a dus la revolte din partea credincioșilor.
În total, se estimează că 8.100 de clerici, călugări și călugărițe au fost uciși în cadrul campaniei de rechiziționare a  bunurilor bisericii. Alți 165 de preoți au fost executați după 1923.

## Schisma renovaționistă
În atacarea Bisericii Ortodoxe, statul a sprijinit o schismă în cadrul Bisericii Ortodoxe Ruse numită secta Renovaționistă sau Biserica vie, condusă de părintele Alexandr Vvendenski, (căreia i-a acordat recunoaștere oficială în 1922).  Bolșevicii au încercat să facă creștinismul ortodox compatibil cu marxismul și pe deplin loial statului.
Inițial, statul a recunoscut doar grupul schismatic ca fiind Biserica Ortodoxă legitimă și ulterior i-a persecutat pe cei care au refuzat să recunoască schisma..
Troțki a vrut ca patriarhul Tihon să fie ucis, după ce acesta a excomunicat conducerea bolșevică în 1918, dar Lenin a interzis acest lucru. Lenin a insistat, de asemenea, să nu se atingă de patriarh în timpul incidentului Șuia, de teamă că ar putea produce un alt  Ermoghen (un patriarh care a fost ucis de polonezi când au ocupat Moscova în 1612 și sanctificat mai apoi). Patriarhul a fost arestat în mai 1922, iar cancelaria sa a fost preluată de renovaționiști. Troțki va continua să-l atace pe patriarh până când va fi eliberat din închisoare în 1923 și va face declarația de loialitate.
Statul a arestat, exilat și chiar împușcat clerul care a continuat să-și declare loialitatea față de patriarhul Tihon după arestarea sa și a rezistat preluării puterii de către renovaționiști. Statul a emis o propagandă care susținea că opoziția față de preluarea puterii a fost rezultatul „elementelor burgheze și sutenegriste”.
Metropolitul Veniamin a fost una dintre cele mai importante victime. El era foarte popular și provenea din rândul clasei de jos, ceea ce a afectat propaganda sovietică potrivit căreia ierarhia bisericească în timpul țarului era plină de reprezentanți ai claselor superioare. Este posibil ca marea sa popularitate să fi făcut din el o țintă a regimului.
Secția din Petrograd a „Comisiei de stat pentru ajutorarea victimelor foametei” a fost inițial de acord cu un plan propus de mitropolitul Veniamin pentru predarea obiectelor de valoare și de includere a reprezentanți ai bisericii în rechiziții. Este posibil ca secția de la Petrograd să nu fi fost informată inițial de Lenin cu privire la scopul real al campaniei, deoarece, la scurt timp după ce acest acord a fost publicat în ziare în termeni aprobatori, secția de la Petrograd a anulat acordul și a declarat că preoții nu putea participa la comisie. Mitropolitul a fost de acord să predea obiectele de valoare și să plătească pentru obiectele prețioase folosite în săvârșirea tainelor printr-o colectă specială, iar secția din Petrograd a fost de acord cu acest lucru.
Pacea a fost însă de scurtă durată, deoarece mitropolitul a protestat împotriva preluării bisericii de către renovaționiști și i-a excomunicat pe liderii acesteia (preoții Vvedenski, Belkov și Krasnițki). Presa sovietică a reacționat atacând persoana lui Veniamin, iar guvernul i-a adresat un ultimatum prin care îi cerea să înlăture excomunicarea, în caz contrar fiind amenințat cu moartea.  (Faptul că în URSS exista o separare a bisericii de stat nu însemna în practică că statul nu îi putea pedepsi pe credincioșii care nu recunoșteau autoritățile bisericești, atunci când aceste autorități lucrau pentru stat.) Mitropolitul nu a vrut să-și schimbe decizia, așa că a fost arestat la scurt timp după aceea.
A fost apărat de un avocat evreu pe nume Gurovici, iar procesul s-a desfășurat într-o sală de judecată în care erau mii de oameni. Gurovici a realizat o apărare excelentă. El a menționat în mod inteligent cum Krasnițki (lider al renovaționiștilor) publicase articole militante antibolșevice până în noiembrie 1917. Atunci când nu au putut fi găsite dovezi pentru acuzațiile aduse împotriva lui Veniamin cu privire la apartenența la o conspirație contrarevoluționară, șeful CEKA din Petrograd, P. A.  Krasikov, a declarat în mod faimos:
 Vă întrebați despre existența reală a conspirației criminale? Uitați-vă aici! Chiar în fața dumneavoastră! Această organizație este însăși Biserica Ortodoxă!
În pledoaria sa finală în fața instanței, Veniamin și-a declarat loialitatea față de stat și a reamintit cuvintele Sfântului Pavel: „dacă suferi pentru că ești creștin, să nu-ți fie rușine de asta, ci mulțumește-i lui Dumnezeu”. La finalul procesului, zece persoane, printre care și mitropolitul, au fost condamnate la moarte, iar alte cincizeci și nouă au fost condamnate la închisoare. Veniamin a fost executat prin împușcare, cel mai probabil pe 12 august. 
În 1925, cel puțin 65 de episcopi se aflau în închisoare sau în exil (fără a-i pune la socoteală pe cei care fuseseră reținuți pentru perioade scurte și apoi eliberați). Unii episcopi s-au întors din exil în 1925, în timp ce alți douăzeci de episcopi au fost arestați în același an, inclusiv mitropolitul Petru (Polianski), care a devenit patriarh temporar după moartea lui Tihon în aprilie 1925. Regimul a continuat să aresteze clerul care nu-i accepta pe renovaționiști. Înlocuitorul lui Petru ca patriarh temporar după arestarea sa a fost mitropolitul Serghie. Serghie și doisprezece episcopi, inclusiv arhiepiscopul Illarion (Troitski), au fost arestați în 1926. Intransigența unora dintre episcopi îi va face să rămână și, în cele din urmă, să moară în exil. Mitropolitul Petru a murit în Arctica în 1937, iar Illarion a murit într-un spital de tranzit din Leningrad în 1929.
În 1926-1927, episcopii au votat în secret alegerea unui nou patriarh prin intermediul unui scrutin care s-a făcut prin corespondență purtată de mesageri de încredere, care mergeau de la un episcop la altul. Statul a descoperit acest vot după arestarea și executarea a doi dintre mesageri și a arestat mulți dintre episcopii care au participat la consultare, precum și un alt mesager. Numărul episcopilor arestați a crescut la 150 până la mijlocul anului 1927.
Serghie a fost eliberat în 1927 și a devenit noul patriarh după ce a semnat o declarație de loialitate față de stat. Statul dorea ca biserica patriarhală să dea o declarație de loialitate mai profunda decât cea făcută de Tihon. Noua declarație de loialitate nu numai că promitea loialitate față de guvern, dar susținea că sovieticii nu maltrataseră niciodată Biserica și mulțumea guvernului pentru grija de care dăduse dovadă față de credincioși. Este posibil ca la început această declarație să nu fi fost cunoscută pe scară largă, deoarece arestările au continuat pentru scurt timp.

După ce a fost publicată pe scară largă, o altă schismă s-a dezvoltat în BOR datorită unor mișcări ale clerului conservator, care a refuzat să accepte această nouă declarație. Cel puțin 37 de episcopi s-au despărțit de Serghie din această cauză. Grupul care s-a despărțit de noul patriarh nu se opuneau în mod fundamental loialității civice a lui Serghie față de stat, dar nu puteau accepta declarația semnată de acesta, prin care se afirma că nu au existat vreodată persecuții religioase, deoarece vedeau în aceasta o trădare a martirilor.
Clericii care fuseseră arestați pentru că își declaraseră inițial loialitatea față de Sergii înainte de 1927 au rămas în închisoare, în timp ce clericii care au refuzat să accepte autoritatea acestuia după 1927 au început să fie arestați de stat. Această declarație a pus capăt persecuției Bisericii Ortodoxe datorită chestiunii renovaționiste.
Renovaționiștii nu au reușit să atragă credincioșii, care au rămas în mare parte cu biserica patriarhală și au produs furie și opoziție față de preluarea temporară a bisericii ortodoxe ruse. Din acest motiv, statul și-a pierdut interesul față de renovaționiști ca instrument pentru a afecta ortodoxia. Renovatorii au pierdut controlul asupra unei treimi până la o jumătate din bisericile lor până la sfârșitul anului 1924. The authorities changed direction and pushed for reunification in 1924–1927 in the belief that the Renovationists who were loyal to the state could be used as agents, activists and informers within the Patriarchal Orthodox church.

## Propaganda antireligioasă
Propaganda antireligioasă a jucat un rol esențial în persecuții, deoarece a fost folosită pentru dezvoltarea unei atitudini de ostilitate față de credincioși, care putea duce mai apoi la justificarea maltratării acestora.
În 1922 a început să circule o serie de reviste antireligioase specializate. Știință și religie (Наука и религия Nauka i relighiia), editată de fostul preot Mihail Galkin (pseudonim literar: Gorev) a început în decembrie 1922 și a fost înlocuit în curând de săptămânalul Fără Dumnezeu (Бежбожник Bejbojnik), editat de Emelian Iaroslavski. Iaroslavski avea să formeze o societate de prieteni ai ziarului Fără Dumnezeu (Bejbojnik), care câțiva ani mai târziu avea să devină Societatea celor fără de Dumnezeu, iar în cele din urmă (1929) avea să devină infama  Uniune a Ateilor Militanți.
În 1922, Congresul al XI-lea al partidului a transformat editura Krasnaia nov pri Glavpolitprosvet (Красная новь при Главполитпросвете)  și revista cu același nume într-o editură specială de partid pentru literatura marxistă și antireligioasă. Următoarele două congrese au făcut apel la „moderație”. Congresul al XII-lea a cerut extinderea propagandei antireligioase și a avertizat împotriva ofenselor aduse sentimentelor religioase prin „metode primitive” și a ridiculizării obiectelor și ceremoniilor de credință, susținând că aceste metode întăresc „fanatismul religios”. În schimb, Congresul a cerut mai publicarea a mai multă literatură antireligioasă de natură științifică pe înțelesul maselor și mai multe analize ale istoriei religiei. Apelul la moderație a fost ignorat de revistele antireligioase menționate mai sus.
Propaganda a atacat cu violență Biserica Ortodoxă și în special clerul acesteia, considerându-i gunoiul națiunii. În presa oficială s-a afirmat că niciunul dintre seminariști nu credea în învățăturile religiei lor, ci că aceste învățături erau simple instrumente de exploatare a maselor. Propaganda inițială antibisericească promovată de statul sovietic susținea că acesta se opunea doar conducerii Bisericii Ortodoxe, și nu religiei în general sau Bisericii Ortodoxe ca organism. În acest sens, presa a lăudat actele de nesupunere ale parohiilor față de patriarh. În 1920, o parohie a fost lăudată pentru că a refuzat să accepte preoții trimiși de ierarhia bisericească și care a ales în schimb să aleagă ca preot un fost psalmist.
Patriarhul a fost atacat în presă, mai ales în timpul campaniei de confiscare a obiectelor de valoare ale bisericii, ca și cum l-ar fi vândut pe Iisus țarului și capitaliștilor prin păstrarea obiectelor de valoare ale bisericii, împiedicând folosirea lor în favoarea celor afectați de foamete. Ierarhia bisericească a fost prezentată în presa oficială ca fiind indiferentă față de suferințele cauzate de foamete și bucuroasă pentru catastrofa economică, care ar fi permis răsturnarea sovieticilor și la revenirea monarhiei.
În ciuda declarațiilor din presa oficială, Lenin și partidul său au fost întotdeauna preocupați, încă de la început, să încerce să elimine orice religie din țară.
Propaganda antireligioasă a vremii a acuzat, de asemenea, creștinismul, și în special Biserica Ortodoxă, de încurajarea antisemitismului. În mod contradictoriu, propaganda antireligioasă îi descria, de asemenea, pe evrei într-o lumină antisemită ca oameni de afaceri capitaliști, în conformitate cu scrierile lui Marx.
Presa antireligioasă a publicat în mod continuu blasfemii primitive la adresa lui Dumnezeu, a lui Hristos și a sfinților, menite să insulte sentimentele religioase ale credincioșilor. Religia era asimilată cu imoralitatea, beția și acapararea de bani. Religia era învinuită că nu reușește să facă diferența între clasa muncitoare și capitaliști.
Propaganda antireligioasă a folosit rareori metodologii diferențiate, adaptate situației, în ciuda dezbaterilor care au avut loc între diferiți membri ai ierarhiei sovietice.
Chiar și reviste teoretice și metodologice „sofisticate” au publicat adesea propagandă plină de ură împotriva credincioșilor religioși.
În 1924, a fost fondată sofisticata „Societate a materialiștilor militanți” (redenumită în 1928 a „materialiștilor dialectici militanți”), care era formată preponderent (exclusiv după 1928) din filozofi marxiști grupați în jurul revistei Sub stindardului marxismului, care urmărea să combată viziunile religioase și „idealiste” în rândul oamenilor de știință, savanților și intelectualilor în general.

## Dezbaterile cu privire la metodologie
Pe măsură ce anii au trecut, a devenit din ce în ce mai clar că vechea ipoteză marxistă  conform căreia religia va dispărea rapid și ușor a fost greșită, deoarece în întreaga țară a apărut o rezistență la politicile antireligioase. În 1924, Troțki, care inițial crezuse că masele rusești erau doar superficial religioase, a avertizat că lupta împotriva religiei va fi o bătălie lungă și grea și a vorbit despre religie ca despre un fenomen cultural care trebuie atacat pe toate fronturile cu toate mijloacele, cu excepția închiderii forțate a bisericilor.
Troțki considera că materialele antireligioase tipărite nu erau de folos într-o națiune în mare parte analfabetă și a subliniat potențialul cinematografului, care putea înlocui religiozitatea țărănimii (despre care credea că era doar o chestiune de obișnuință în lipsa altor distracții).
Diferite facțiuni ale conducerii sovietice nu au fost de acord cu privire la modul cel mai bun de a combate religia, cu poziții care variau de la credința „de dreapta”, conform căreia religia va muri de la sine, în mod natural, odată cu creșterea nivelului de educație, la credința „de stânga” , conform căreia religia trebuie atacată puternic. Noțiunea marxistă conform căreia credințele umane erau determinate de condițiile materiale a fost folosită pentru a susține argumentul „de dreapta” potrivit căruia religia va dispărea de la sine odată ce statul se va dezvolta și că, în loc să îi învețe pe oameni ateismul și să le ofere propagandă antireligioasă, oamenii ar trebui să fie învățați științele naturale și astfel își vor pierde religia. Vechea teorie marxistă a fost pusă sub semnul întrebării în mod pragmatic pe măsură ce a devenit evident că religia nu va dispărea și că sunt necesare mijloace mai active.
Dezbaterea nu se referea la faptul dacă religia este sau nu rea, ci mai degrabă la tacticile de combatere a acesteia. Editorul adjunct al revistei Bejbojnik, Anton Loginov a explicat:
...este de notorietate faptul că religia este opiu... otravă, narcoză, nonsens și totuși nu trebuie să jignim sentimentele credincioșilor. De ce ar trebui să spunem un lucru și să facem altul?... Nu orice lovitură aplicată religiei servește scopului luptei împotriva ei... orice „persecuție a acelei credințe” consolidează fanatismul religios]}

Articolul lui Lenin „Despre semnificația materialismului militant” a fost formulat în așa fel încât ambele părți aflate în dezbatere să o folosească pentru a-și susține argumentele. Lenin cerea o strânsă cooperare a tuturor materialiștilor militanți (atei), atât comuniști, cât și necomuniști, inclusiv apelarea la materialiști francezi din secolul al XVIII-lea, și sublinia, de asemenea, rolul revistei filosofice oficiale marxiste lunare Sub stindardul marxismului (Под знаменем марксизма Pod znamenem marxizma) pentru difuzarea neobosită a „propagandei și luptei ateiste”, pe care o numea „cauza statului nostru” (Наша государственная работа Nașa gosudartsvennaia rabota).
O parte importantă a acestei dezbateri a avut loc între Emelian Iaroslavski (fondator al Uniunii Ateilor Militanți) și sucursala din Moscova a Uniunii. Poziția lui Iaroslavski, potrivit căreia întreaga națiune trebuia mobilizată pentru un atac împotriva tuturor religiilor, dar care să fie organizat pragmatic și moderat pentru a fi eficient, va primi în cele din urmă sprijinul autorităților și va deveni poziția adoptată oficial pentru campania antireligioasă care va avea loc după 1929.
O poziție unificată și bine închegată asupra chestiunii religioase a luat contur totuși în acești ani.

## Învățământul
Chestiunea învățământului s-a dovedit inițial problematică pentru politicile sovietice. Acestea interziseseră educația religioasă pentru elevi sau tineri. 
În 1925, delegații primului congres al profesorilor sovietici au refuzat să aprobe principiul separării bisericii de stat și au încercat să mențină predarea religiei în școli. Se pare că majoritatea profesorilor (precum și o mare parte a populației rusești) erau încă credincioși în anii 1920. Anatoli Lunacearski, comisarul pentru învățământ, a fost nevoit să accepte ca sistemul școlar să aibă o educație nereligioasă și nu antireligioasă, din cauza lipsei de profesori atei și a temerii că un astfel de sistem ar putea provoca o reacție ostilă din partea maselor religioase. Educația antireligioasă a fost considerată în continuare un obiectiv important și, începând cu 1925, educația antireligioasă a fost introdusă în școlile secundare, în principal prin cursuri de cultură, pe lângă înființarea de filiale ale Uniunii Ateilor Militanți în școli.
Profesorii care erau credincioși erau forțați să își ascundă credința și să se abțină de la vizitarea bisericilor pentru a-și păstra locul de muncă.

## Reconsiderarea politicii renovaționiste și a politicilor față de religiile neortodoxe
În 1927, statul a recunoscut oficial ambele biserici și existau semne că guvernul îi vedea pe renovaționiști ca pe o amenințare la adresa regimului său. Renovaționiștii au început să fie atacați în presa oficială ca fiind un grup viclean, care încerca să se împrietenească cu statul pentru întări religia. Presa a atacat în același timp și reformismul evreiesc și musulman. Reformismul în religie și cooperarea cu statul au început să fie văzute ca fiind chiar mai periculoase pentru sistem decât religiile tradiționale, deoarece au reușit să facă religia să pară mai puțin periculoasă decât era.
Atacul împotriva ortodocșilor a devenit, în general, un atac împotriva tuturor religiilor în jurul anului 1927. Secte care inițial fuseseră lăudate în presa oficială pentru loialitatea și hărnicia lor, în ciuda convingerilor lor religioase care reprezentau o problemă pentru implementarea comunismului, au început să fie demonizate la sfârșitul anilor 1920. Chiar și atunci când aceste religii au încercat să-și reafirme compatibilitatea cu marxismul și loialitatea față de stat, acest lucru a fost respins de propaganda oficială, care descria din ce în ce mai mult toate activitățile religioase ca fiind dăunătoare și în contradicție cu comunismul.
Natura nonierarhică a unora dintre aceste secte le făcea să pară și mai periculoase pentru stat, deoarece nu puteau fi controlate la fel de ușor ca Biserica Ortodoxă, care funcționa după o ierarhie strictă. Protestanții finlandezi au început să fie atacați în 1927. Comunitățile menonite au părăsit URSS în număr mare ca urmare a ostilității împotriva lor. 13.000 de menoniți au fugit din URSS în 1928.  Duhoborii (luptătorii pentru spirit) au fost relativ neatinși de politica antireligioasă directă până în 1927. Adventiștii au fost inițial foarte ostili noului regim până în 1924, când conducerea lor și-a declarat loialitatea față de statul comunist 
Este posibil ca această schimbare de politică să fi reflectat atât o încredere crescândă în capacitatea statului de a persecuta religia, astfel încât acesta se simțea acum în siguranță în ceea ce privește extinderea campaniei, cât și un rezultat al influenței crescânde a Uniunii Ateilor Militanți (fondată în 1925).
Este posibil ca nevoia de a ataca unele dintre aceste secte să fi fost produsă și din nevoia de a justifica lichidarea comunelor agricole religioase, precum și din faptul că unele dintre aceste comunități umpleau golul lăsat de biserica ortodoxă după ce aceasta a fost atacată și multe parohii au fost închise.

## Biserica ucraineană
Sovieticii au sprijinit inițial o mișcare bisericească naționalistă ucraineană numită „Autocefalistă” (cunoscută și sub numele de Lîpkivskites), care sub conducerea Mitropolitului Lîpinski a rupt legăturile cu Tihon. Sovieticii au sprijinit această scindare din aceleași motive pentru care i-au sprijinit pe renovaționiști, în sensul că doreau să slăbească Biserica Patriarhală.
Începând încă din 1919, clerul ucrainean care a rămas credincios lui Tihon a suferit represalii în masă. Este posibil ca complicitatea autocefalistă să fi contribuit la uciderea mitropolitului patriarhal Vladimir în Kiev în 1918.
Autocefaliștii s-au confruntat cu aceeași problemă ca și renovaționiștii, în sensul că nu au reușit să atragă laicii ucraineni.
Ca urmare, sovieticii și-au pierdut interesul față de ei și au început să-i persecute în 1924. Această persecuție a devenit deosebit de dură în ultima parte a deceniului, odată ce statul a început să facă manevre pentru a distruge mișcările naționaliste locale. Liderul autocefaliștilor a fost întemnițat în 1926, iar biserica a fost forțată să se autolichideze în 1930. Aproape toți episcopii săi, precum și majoritatea activiștilor clerici și laici, au fost încarcerați și mulți au fost și executați.

## Politicile față de musulmani
În scrierile sale anterioare, Lenin mărturisea dorința de a elimina islamul, recunoscând în același timp importanța folosirii sprijinului musulmanilor pentru cauza bolșevică.
După revoluție, Lenin a promis autonomie națională și libertate religioasă pentru musulmani.. Musulmani reformatori au pus accentul pe rolul femeilor în moschee. Sultan Galiev a afirmat că islamul are „motive civico-politice” mai puternice decât alte credințe și că ar trebui tratat cu mai multă prudență de către comuniști, că ar trebui să existe o propagandă foarte limitată împotriva lor, fără atacuri directe.
Musulmanii au avut propriul Comisariat al Poporului pentru Afaceri Musulmane, înființat în 1918 sub conducerea Mullah⁠(d)ului Nur-Vahitov (singura persoană clericală care a ocupat vreodată o funcție de stat în istoria sovietică). Atât musulmanii, cât și protestanții s-au bucurat de o toleranță relativă până în 1928-1929 și li s-au permis activități interzise bisericii ortodoxe (inclusiv publicații, seminarii, activități pentru tineret etc).  Noile autorități au oferit musulmanilor o educație publică gratuită pe scară largă, care nu fusese disponibilă în timpul țarilor. Prin aceasta, regiunea Asiei Centrale, care fusese anterior una dintre regiunile cu cel mai scăzut nivel de educație din Imperiul Rus, avea să devină comparabilă cu restul țării. Această regiune subdezvoltată economic a fost, de asemenea, industrializată într-un ritm impresionant.
În 1923, clerul musulman din Baku a lăudat regimul sovietic pentru că a salvat Persia și Turcia de „Anglia rapace”.
Sultan Galiev a fost liderul unui grup de marxiști din Asia Centrală care a încercat să reformeze islamul pentru a-l face mai modern și să susțină ateismul în statele din Asia Centrală. El a fost aliat cu Lenin, care l-a folosit ca intermediar între guvern și popoarele din Asia Centrală. Galiev a avut idei controversate în cadrul partidului comunist cu privire la crearea unui stat comunist autonom în zonele musulmane din Asia Centrală, care ar urma să se numească Turkistan. Partidul a reacționat împotriva acestei idei de stat musulman unificat și autonom, alegând să împartă în 1924 Asia Centrală în diferite republici (Kazahstan, Turkmenistan, Tadjikistan, Kârgâzstan și Uzbekistan).
Până la mijlocul anilor 1920, instanțele islamice au devenit inutile în procesele penale sau civile și au fost înlocuite de instanțele sovietice. Instanțele islamice au fost eliminate rapid, iar studiile islamice au fost scoase din educație, împreună cu alte forme de predare a religiei din întreaga țară. Înainte de revoluție, în Asia Centrală existau aproximativ 8.000 de școli islamice și toate au fost închise până în 1928. De asemenea, reformele limbii și a alfabetului i-a izolat pe locuitorii din Asia Centrală de literatura arabă.
Ideile lui Galiev vor fi atacate la sfârșitul anilor 1920, iar campania antireligioasă va respinge orice politică de tratament special pentru islam, care avea să fie combătut alături de celelalte religii.

## Activities of Public Institutions
Comsomolul și, mai târziu, Liga Ateilor Militanți vor încerca să pună în aplicare rezoluția celui de-al 10-lea Congres prin diverse atacuri, parade, spectacole de teatru, reviste, broșuri și filme. Komsomolul a organizat „Crăciunuri Comsomolist” și „Paștele Comsomolist" blasfematoare și grosolane, conduse indivizi îmbrăcați în clerici ortodocși. Procesiunile includeau arderea icoanelor, a cărților religioase, a imaginilor lui Hristos, ale Fecioarei, etc.
De exemplu, într-o piesă de Crăciun, la 25 decembrie 1923, în orașul Gomel, actorii comsomoliști au prezentat un simulacru de proces al zeităților într-un teatru din oraș. Acuzații erau sperietori de ciori împăiate care reprezentau zeitățile diferitelor religii, precum și clerul acestora.
Judecătorii au fost proletari comsomoliști, care au dat verdictul arderii pe rug a tuturor zeităților și clerul. Toată mulțimea a ieșit mai apoi pe străzi cu torțe și sperietori de ciori în mâini, strigând: „Jos bisericile, jos sinagogile!”. Efigiile au fost apoi arse în public în piața orașului.
Adesea, comsomoliștii își organizau paradele în același timp cu sărbătorile religioase, cum ar fi Crăciunul și Paștele, și le plasau chiar în fața bisericilor care țineau slujbe. Acest lucru a împiedicat adesea procesiunile ortodoxe tradiționale să aibă loc în același timp. Au fost făcute apeluri către brutării să nu coacă alimente tradiționale pentru aceste sărbători.
Cu toate acestea, campania de propagandă a fost un eșec și mulți oameni și-au păstrat convingerile lor religioase. Biserica și-a organizat cu un oarecare succes propriile evenimente publice și a concurat bine cu propaganda antireligioasă din acești ani.
În puținele cazuri în care au fost raportate cifre, s-a afirmat că mai mulți oameni au participat la slujbe în biserici decât la paradele antireligioase. Aceste tactici ale Comsomolului au fost abandonate la mijlocul anilor 1920, ca fiind prea grosolane și jignitoare pentru sentimentele credincioșilor, dar au fost reluate mai târziu, la sfârșitul anilor 1920 și începutul anilor 1930. Ele au fost înlocuite la mijlocul anilor 1920 de întâlniri în spatele ușilor închise, însoțite de prelegeri antireligioase, lecturi de poezie, precum și de articole în reviste ateiste.
Conferințe speciale de propagandă antireligioasă, sub auspiciile Departamentului de Agitație-Propagandă al Comitetului Central, au elaborat directive care au fost puse în aplicare fie la nivelul local al partidului, fie prin intermediul unei instituții publice începând din 1926.
Un volum imens de articole antireligioase în Pravda și Comsomolskaia Pravda au fost publicate între 1928-1929.

## Relațiile internaționale
Guvernul britanic a adresat Uniunii Sovietice puternice critici verbale pentru această campanie, la care sovieticii au răspuns prin reacții defensive intransigente, care au restrâns domeniul de aplicare a eforturilor diplomatice.
La început, Vaticanul a încercat să folosească poziția Poloniei nou-create pentru a promova interesele catolice în Rusia, dar în urma războiului dintre bolșevici și Polonia, Vaticanul s-a îndreptat către Germania republicană, care a jucat un rol crucial în eforturile diplomatice în ceea ce privește creștinii din URSS.
În 1922, la Conferința de la Genova, în cadrul căreia au fost negociate relațiile Uniunii Sovietice cu comunitatea străină a națiunilor, Vaticanul a cerut Rusiei să acorde libertate deplină de conștiință cetățenilor săi. În schimb, guvernul sovietic a urmărit o politică de a cere Vaticanului să îi acorde recunoaștere fără un concordat sau alte condiții, și a sugerat că acest lucru ar putea duce la eliberarea preoților din închisoare.
Vaticanul a organizat o campanie masivă de ajutor pentru ajutorarea cetățenilor ruși afectați de foamete, iar guvernul sovietic a permis Vaticanului să-și trimită ajutorul, cu condiția ca acesta să nu se angajeze în niciun fel de prozelitism în Rusia și ca preoții care vor veni să fie îmbrăcați ca și cum ar fi lucrători laici de ajutor. Misiunea Vaticanului a decurs normal și a livrat alimente și medicamente populației rusești. Guvernul american a oferit sprijin material misiunii Vaticanului.
Această misiune a fost anulată de către guvernul sovietic în 1924, după o ruptură a relațiilor cauzată de cererile adresate Vaticanului de către partea sovietică, care au fost descrise de Sfântul Scaun ca fiind „ridicole”, și de conflictele puternice care au apărut între catolici și ateii militanți.

## Vedeți și:
- Ateism
- Campania antireligioasă sovietică (1917–1921)
- Campania antireligioasă sovietică (1928–1941)
- Campania antireligioasă sovietică (1958–1964)
- Campania antireligioasă sovietică (1965–1990)

## Resurse internet
- Library of Congress articles on the Soviet archives